# Miopatía visceral familiar con oftalmoplejía externa
La Miopatía visceral familiar con oftalmoplejía externa es una condición hereditaria autosómica recesiva infrecuente la cual se caracteriza por la presencia de ptosis palpebral y diplopía, la enfermedad usualmente empeora hasta involucrar otros síntomas tales como la diarrea crónica, la malnutrición, y la pseudo-obstrucción intestinal, lo cual, en algunos casos, lleva a la muerte prematura. Solo 20 casos han sido descritos en la literatura médica.
Los otros síntomas son la distensión abdominal, anormalidades de la mucosa gástrica, la cachexia, la oftalmoplegia externa, gastroparesia, miopatía, atrofia muscular, perforación esofágica espontánea, dolor abdominal, dilatación vascular, y neuropatía periférica.

## Casos
La siguiente lista consiste en el número de casos de esta condición que han sido descritos en la literatura médica según OMIM:
- 1983: Anuras et al.[5] e Ionanescu et al.[6] describen a 4 hermanos (3 mujeres y un hombre) nacidos de 3 hermandades pertenecientes a una familia consanguinea estadounidense de ascendencia alemana, los 4 individuos presentaban ptosis palpebral, oftalmoplegia, y pseudoobstrucción intestinal progresiva en severidad que resultaba en malnutrición y en muerte prematura. Cuando se le hizo una autopsia a 2 de estos individuos, se reveló que mostraban miopatía primaria severa de los músculos lisos del estómago e intestino. Uno de ellos presentaba anormalidades de los nervios periféricos y del sistema nervioso central las cuales consistían en neuropatía axonal desmielinizante y deterioro espongiforme focal de las columnas posteriores.

- 1984: Ionanescu et al.[7] describe a una familia estadounidense (al igual que la anterior, de Iowa) en la cual 3 hermanas (producto de padres saludables que no estaban emparentados) sufrían de ptosis palpebral, diarrea crónica, distensión abdominal, dolores abdominales difusos, y debilidad con atrofia muscular proximal. Debido a que ambos de sus padres estaban muertos, no se podía saber con certeza si al menos uno de ellos estaba afectado con la misma condición.

- 1988: Alstead et al.[8] describe a 11 individuos nacidos de 3 hermandades pertenecientes a una familia consanguinea en Irak, todos estos individuos sufrieron de obstrucción intestinal recurrente desde su infancia o adolescencia. 8 de los 11 individuos murieron antes de cumplir los 30 años de edad. Todos ellos presentaron miopatía visceral autonómica con degeneración de la muscularis mucosae.

- 1997: Jatzko et al.[9] describe a una mujer de 66 años de edad y a su hermano mayor de 67, ambos de Austria, los cuales tenían miopatía visceral con ascitis quilosa. El hermano mayor tenía a una hija adulta de 20 años de edad la cual fue diagnosticada con ascitis asintomática por medio de una sonografía.